# Abraham Crijnssenweg
De Abraham Crijnssenweg is een straat in de historische binnenstad van Paramaribo. Aan de weg bevindt zich het Fort Zeelandia.

## Naamgeving
De weg werd in 1917 aangelegd als verbindingsweg tussen het Kleine Combéweg bij het Onafhankelijkheidsplein (toen nog Gouvernementsplein) en het voorfort van Zeelandia. De weg is met toestemming van gouverneur Gerard Johan Staal genoemd naar Abraham Crijnssen. De officiële opening vond op 22 december 1917 plaats op de muziek van de Abraham Crijnssenmars van componist frater Anselmus. Na een mars door de stad, werd de militaire troep opgesteld aan de Tamarindelaan – noordelijk van het Gouvernementsplein – waarna over de nieuw aangelegde weg vervolgd werd naar het binnenplein van het fort.
Abraham Crijnssen was tijdens de Tweede Engels-Nederlandse Oorlog in de 17e eeuw de commandeur die Suriname op de Engelsen veroverde.

## Bouwwerken
Aan de weg bevinden zich twee gebouwen: Fort Zeelandia, met inpandig het Surinaams Museum, en het Wachthuis. Beide zijn uitgeroepen tot monument. De Abraham Crijnssenweg loopt van het fort naar de Kleine Combéweg en kruist met de Zeelandiaweg, die vanaf het Onafhankelijkheidsplein vertrekt, met de Crijnssenweg kruist en daarvan rechts op de Kleine Combéweg aankomt.

### Monumenten
De volgende panden in de Abraham Crijnssenweg staan op de monumentenlijst:
| Omschrijving   | Bouwjaar   | Adres                                          | Coördinaten                  | Objectnummer? | Afbeelding                    |
| -------------- | ---------- | ---------------------------------------------- | ---------------------------- | ------------- | ----------------------------- |
| wachthuis      | circa 1750 | Abraham Crijnssenweg / Onafhankelijkheidsplein |                              | APO 010       | Meer afbeeldingen Upload foto |
| Fort Zeelandia | 1665-1667  | Abraham Crijnssenweg 1                         | 5° 49' 31" NB, 55° 8' 60" WL | APO 001       | Meer afbeeldingen Upload foto |

## Gedenktekens
Hieronder volgt een overzicht van de gedenktekens in de straat:
| Onderwerp                        | Type       | Kunstenaar               | Onthulling | Locatie         | Omschrijving                         |
| -------------------------------- | ---------- | ------------------------ | ---------- | --------------- | ------------------------------------ |
| Nationaal monument Bastion Veere | plaquette  | onbekend                 | 2009       | Fort Zeelandia  | slachtoffers Decembermoorden         |
| TRIS-monument                    | gedenkzuil | Lia Krol en Jaap Paasman | 2013       | A. Crijnssenweg | Troepenmacht in Suriname             |
| I love SU                        | letters    | George Struikelblok      | 2011       | A. Crijnssenweg | 35 jaar Surinaamse onafhankelijkheid |
| Eddy Snijders                    | borstbeeld | Erwin de Vries           | 2003       | A. Crijnssenweg | musicus en componist                 |